# SK Kladno
SK Kladno este o echipă de fotbal din Kladno, Cehia, care joacă în Gambrinus liga. Echipa joacă pe Stadionil Františka Kloze, numit după jucătorul legendar al clubului.

## Foste denumiri
- 1903 — SK Kladno (nume întreg: Sportovní kroužek Kladno)
- 1904 — SK Kladno (nume întreg: Sportovní klub Kladno)
- 1948 — ZSJ SONP Kladno (nume întreg: Základní sportovní jednota Spojené ocelárny národní podnik Kladno) - merged with STAK Letná
- 1949 — TJ Sokol SONP Kladno (nume întreg: Tělovýchovná jednota Sokol Spojené ocelárny národní podnik Kladno)
- 1953 — DSO Baník Kladno (nume întreg: Dobrovolná sportovní organizace Baník Kladno)
- 1958 — TJ SONP Kladno (nume întreg: Tělovýchovná jednota Spojené ocelárny národní podnik Kladno)
- 1960 — TJ Baník Kladno (nume întreg: Tělovýchovná jednota Baník Kladno)
- 1961 — TJ SONP Kladno (nume întreg: Tělovýchovná jednota Spojené ocelárny národní podnik Kladno)
- 1977 — TJ Poldi SONP Kladno (nume întreg: Tělovýchovná jednota Poldi Spojené ocelárny národní podnik Kladno)
- 1989 — TJ Poldi Kladno (nume întreg: Tělovýchovná jednota Poldi Kladno)
- 1993 — FC Terrex Kladno (nume întreg: Football Club Terrex Kladno, a.s.)
- 1994 — FC Agrox Kladno (nume întreg: Football Club Agrox Kladno, a.s.)
- 1995 — SK Kladno (nume întreg: Sportovní klub Kladno, a.s.) - în 2003 a fuzionat cu SK Spolana Neratovice

## Lotul sezonului 2010–2011
| Nr. |                  | Poziție | Jucător           |
| --- | ---------------- | ------- | ----------------- |
| 1   | Slovacia         | P       | Peter Kostolanský |
| 2   | Cehia            | M       | Tomáš Strnad      |
| 3   | Cehia            | F       | Pavel Bartoš      |
| 4   | Cehia            | F       | Lukáš Hajník      |
| 5   | Cehia            | M       | Martin Samek      |
| 6   | Cehia            | M       | Ondřej Szabó      |
| 7   | Cehia            | A       | Tomáš Klinka      |
| 8   | Cehia            | M       | Antonín Holub     |
| 9   | Coasta de Fildeș | M       | Zeze              |
| 10  | Cehia            | M       | Tomáš Cigánek     |
| 11  | Cehia            | A       | Jaromír Šilhan    |
| 12  | Cehia            | A       | Michal Zachariáš  |
| 13  | Cehia            | F       | Michal Rendla     |

| Nr. |          | Poziție | Jucător               |
| --- | -------- | ------- | --------------------- |
| 14  | Cehia    | F       | Jan Procházka         |
| 16  | Cehia    | F       | Patrik Gross          |
| 17  | Cehia    | A       | Jan Moravec           |
| 18  | Cehia    | M       | David Hlava           |
| 19  | Cehia    | M       | Lukáš Zoubele         |
| 20  | Cehia    | M       | David Zoubek          |
| 21  | Georgia  | A       | Dimitri Tatanashvilli |
| 22  | Cehia    | P       | Jaroslav Tesař        |
| 23  | Cehia    | F       | Vít Beneš             |
| 24  | Slovacia | F       | Peter Mráz            |
| 25  | Cehia    | F       | Jaroslav Chalupa      |
| 26  | Cehia    | A       | František Mašanský    |
| 30  | Cehia    | P       | Roman Pavlík          |

## Jucători notabili
- František Kloz
- Jan Suchopárek
- Václav Šreier